# Mircea Grabovschi

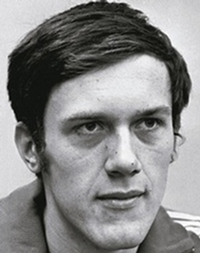
Mircea Grabovschi

Mircea Grabovschi (* 22. Dezember 1952 in Sighișoara; † 23. Juli 2024) war ein rumänischer Handballspieler und Trainer.

## Leben
Grabovschi spielte zunächst Basketball und begann erst einige Jahre später Handball zu spielen. Er war zunächst bei Dinamo Bukarest und gewann dort einen nationalen Titel und den rumänischen Pokal. Im Jahr 1974 holte er mit der Mannschaft bei der Handball-Weltmeisterschaft in Berlin den WM-Titel. Zwei Jahre später errang er mit dem Team bei den Olympischen Spielen in Montreal eine Silbermedaille. Insgesamt spielte er 199 Mal für die Nationalmannschaft und erzielte dabei 544 Tore. Später war er als Trainer tätig.

## Ehrungen
- 1976 erhielt er den Titel Maestru Emerit al Sportului (Verdienter Meister des Sports)
- 2009 wurde er Ehrenbürger seiner Heimatstadt Sighișoara
- 2009 erhielt er den Orden Meritul Sportiv clasa a II-a[3]
- 2013 wurde in Sighișoara eine Sporthalle nach ihm benannt[4]